# Air Canada

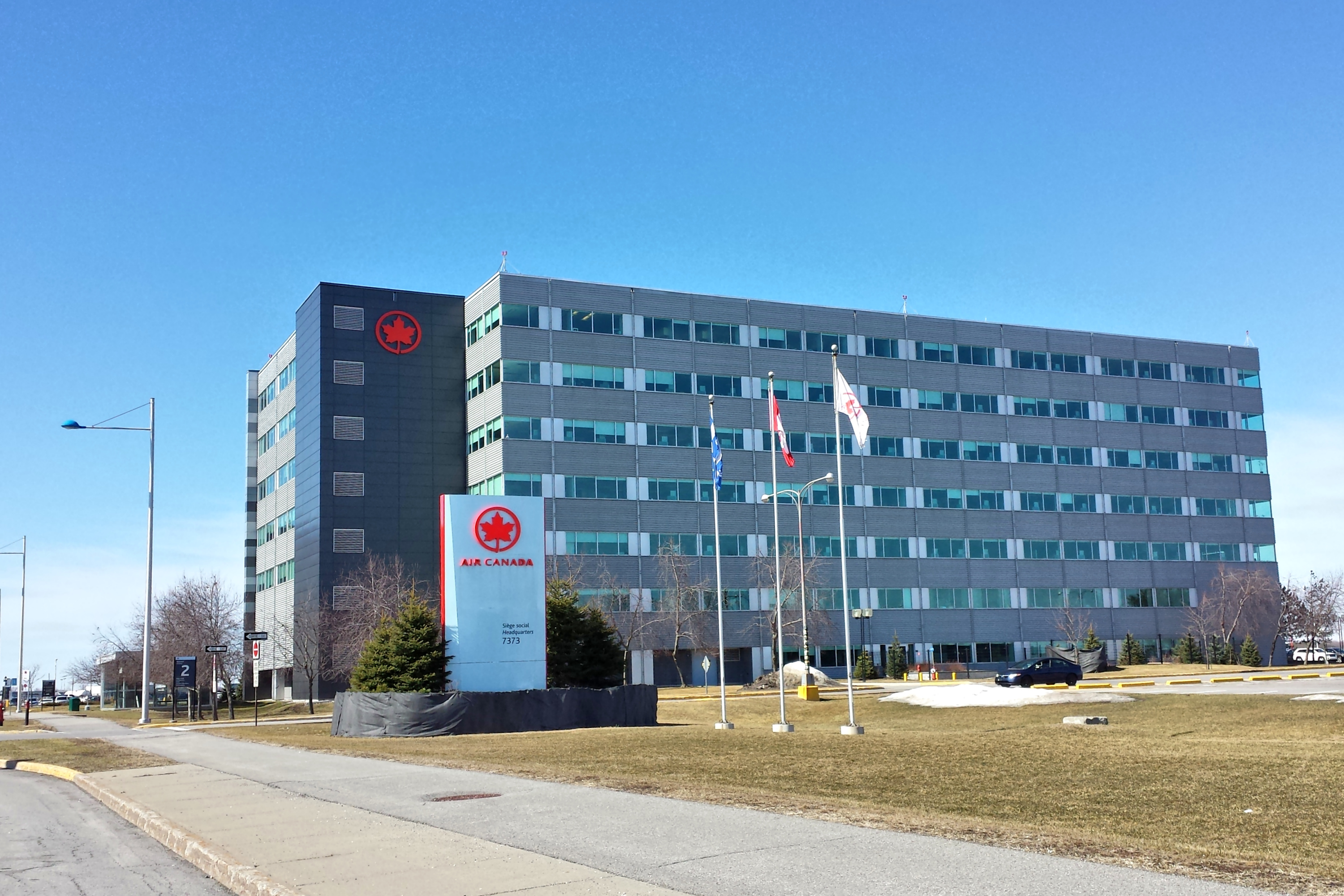
Het hoofdkantoor van Air Canada

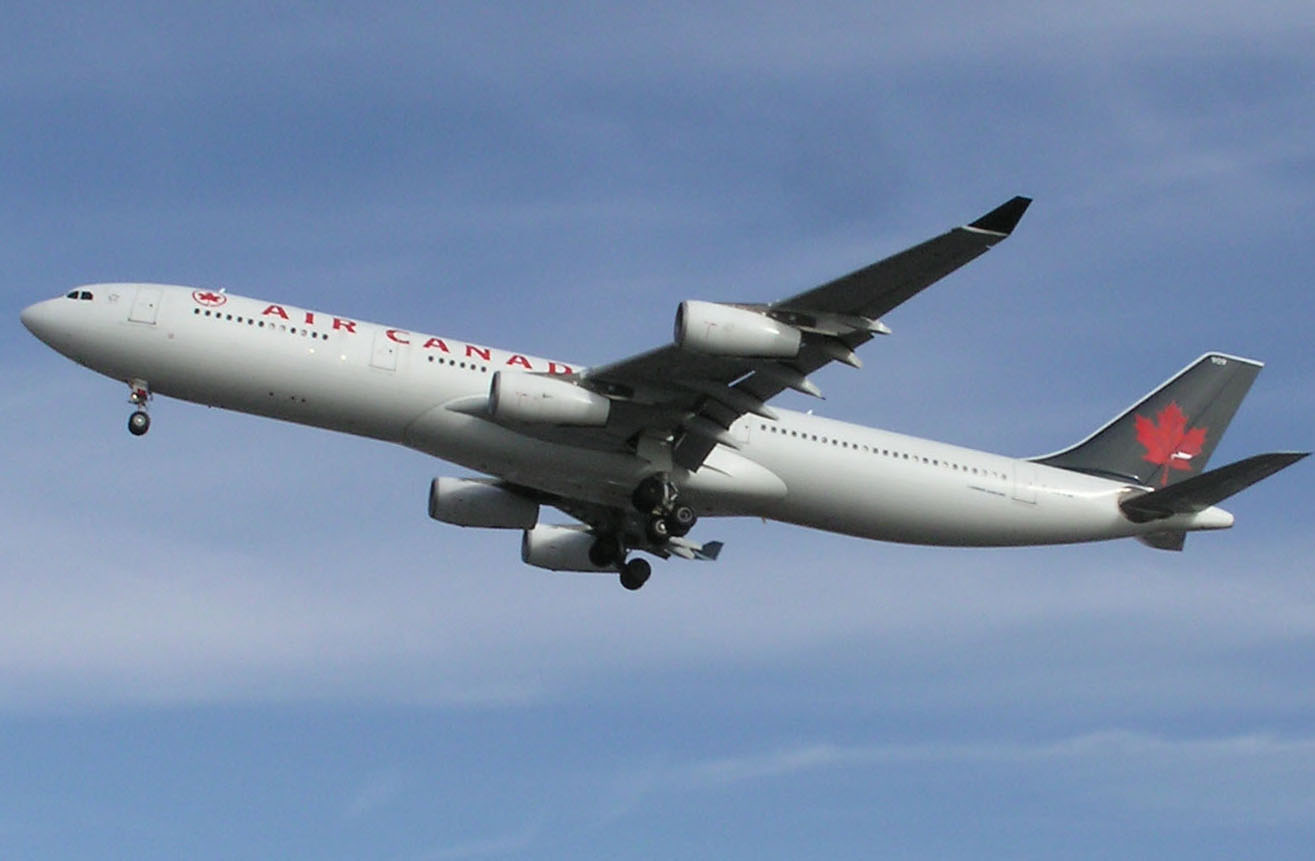
Air Canada A340-300

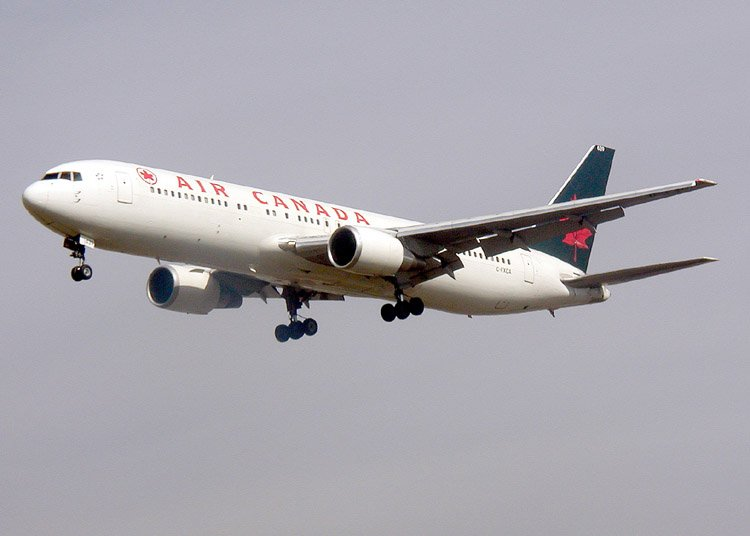
Air Canada Boeing 767

Air Canada is de nationale luchtvaartmaatschappij van Canada.
Het bedrijf kent 160 bestemmingen, zowel lijndienst als charter voor passagiers en vracht. Naar 90 bestemmingen worden vakantiepakketten aangeboden. Air Canada voorziet ook in onderhoud, grondafhandeling en opleiding van concurrerende luchtvaartmaatschappijen. Het belangrijkste knooppunt, of hub, is Montréal-Pierre Elliott Trudeau International Airport. De maatschappij heeft daarnaast knooppunten te Toronto Pearson International Airport en Vancouver International Airport. Calgary International Airport is een overstappunt in West-Canada. Air Canada is lid van de Star Alliance en heeft codesharing overeenkomsten met de andere leden.
Air Canada's regionale partners zijn onder andere Air Canada Jazz, Air Labrador, Air Georgian en Central Mountain Air. Ook vormt een chartermaatschappij voor privépersonen, bedrijven en sportteams onderdeel van Air Canada. Deze maatschappij heet Air Canada Jetz.

## Geschiedenis
De voorloper van Air Canada, Trans-Canada Air Lines (TCA), werd op 10 april 1937 opgericht als dochtermaatschappij van Canadian National Railway (CNR). De eerste vlucht van de maatschappij werd uitgevoerd met een Lockheed 10A op 1 september 1937 van Vancouver naar Seattle (Washington). In 1964 groeide TCA uit tot de nationale luchtvaartmaatschappij van Canada. In dat jaar maakte de toekomstige premier van Canada, Jean Chrétien, gebruik van het recht van initiatief om een wetsvoorstel in te dienen waardoor de naam gewijzigd werd van Trans-Canada Air Lines in Air Canada. Dit voorstel werd tot wet verheven na de tweede poging hiertoe. De wijziging werd effectief vanaf 1 januari 1965. 
Eind jaren '70 vond er een reorganisatie plaats bij CNR, waardoor Air Canada een onafhankelijk staatsbedrijf (Crown corporation) werd. In 1989 werd Air Canada geprivatiseerd en de federale overheid verkocht alle aandelen.
Air Canada is een van de oprichters van de Star Alliance die werd geïntroduceerd in mei 1997. Op 2 september 1998 vond de allereerste pilotenstaking in de geschiedenis van Air Canada plaats.
Eind 1999 versoepelde de Canadese overheid enkele bepalingen van de luchtvaartwetgeving, dit was bedoeld om een consolidatie opgang te helen van de Canadese luchtvaartindustrie. In januari 2000 nam Air Canada Canadian Airlines over, de tweede maatschappij van Canada. De activiteiten van Canadian Airlines werden geïntegreerd in Air Canada. Deze fusie leidde ertoe dat de maatschappij de 12e commerciële luchtvaartmaatschappij in de wereld werd. Na de overname kreeg Air Canada beter inzicht in de financiële situatie van zijn voormalige rivaal, de uitkomst was veel slechter dan verwacht. Er werd een versnelde fusiestrategie ingezet, maar dit resulteerde in de zomer van 2000 tot vertragingen van vluchten en bagageproblemen.
In 2001 en 2002 leed de luchtvaartmaatschappij opeenvolgende verliezen. Op 1 april 2003 vroeg Air Canada surseance van betaling aan. Het uitstel van betaling werd opgeheven op 30 september 2004. In deze tijd nam het bedrijf ACE Aviation Holdings Air Canada over.
Vanaf oktober 2004 worden nieuwe producten en een nieuw kleurenschema geleidelijk ingevoerd bij de maatschappij. Het liedje dat de reclame moet ondersteunen, wordt gezongen door Céline Dion. Op 31 oktober 2004 vond de laatste vlucht van Air Canada met de Boeing 747 plaats, waarmee een einde kwam aan een 30-jarige periode waarin dit toestel voor de maatschappij heeft gevlogen. De Boeing 747-400 wordt vervangen door de Airbus A340.
Op 25 april 2005 kondigde Air Canada aan dat de wide-body vloot grondig vernieuwd wordt met een mix van Boeing 777 Worldliner en Boeing 787 Dreamliner. De order bestaat uit een bestelling van 32 vliegtuigen (18× 777s en 14× 787s) plus een optie op 64 extra toestellen (18× 777s en 46× 787s), in totaal 96 vliegtuigen. Echter op 18 juni 2005 werd deze bestelling geannuleerd omdat de pilotenvakbond (de Air Canada Pilots Association, ACPA) niet akkoord is gegaan met de bestelling vanwege kosten en andere zaken. Door dit voorval werd Air Canada gedwongen om versneld de Boeing 767 een facelift te geven ook al waren deze toestellen toen al 20 jaar oud. In november 2005 werd alsnog een order geplaatst voor Boeing 777 en 767 toestellen. In maart 2007 werd de eerste Boeing 777 geleverd en in mei 2014 volgde de eerste Boeing 787.
Hoge brandstofkosten en de lage wereldwijde economische groei maakte kostenbesparingen noodzakelijk. In juni 2008 werd het ontslag voor 2000 medewerkers aangekondigd, voor deze aankondiging telde Air Canada 23.900 voltijdsmedewerkers. Verder had het bedrijf te kampen met een grote achterstand van betalingen aan het pensioenfonds. Medio 2009 kreeg het 1 miljard Canadese dollar steun van private partijen en de Canadese overheid. In december 2010 en november 2012 verkocht ACE Aviation Holdings een deel van het aandelenbelang in Air Canada.
In augustus 2019 kocht Air Canada de luchtvaartmaatschappij Air Transat voor CA$ 720 miljoen of CA$ 13 per aandeel. De prijs werd in oktober 2020 verlaagd naar CA$ 5, als een gevolg van de coronapandemie. Uiteindelijk verleende de Europese Commissie geen toestemming voor de overname, vanwege de afnemende concurrentie op de routes tussen Canada en Europa, en de transactie werd afgeblazen. Net als vele andere maatschappijen leed Air Canada forse verliezen in de periode van 2020 tot en met 2022.

## Incidenten en ongevallen
- 19 mei 1967: Een Douglas DC-8 stortte neer tijdens een trainingsvlucht tijdens een poging om op 3 motoren te landen op de Ottawa Macdonald-Cartier International Airport te Ottawa (Ontario). Alle drie de bemanningsleden kwamen om het leven.
- 5 juli 1970: Vlucht AC621 (uitgevoerd met een McDonnell Douglas DC-8) explodeerde door een gescheurde brandstofleiding tijdens de eerste landingspoging te Toronto. Alle 109 inzittenden kwamen hierbij om het leven.
- 21 juni 1973: Tijdens het bijtanken van een McDonnell Douglas DC-8, vatte deze vlam en brandde volledig uit. De terminal waarbij dat gebeurde werd ontruimd. Dit incident leidde niet tot doden of gewonden. Het vond plaats te Toronto.
- 26 juni 1978: Vlucht AC189 schoot door bij een noodlanding te Toronto nadat tijdens de start een of meerdere banden waren geklapt. Twee van de 107 inzittenden van de Douglas DC-9 kwamen hierbij om het leven.
- 2 juni 1982: Explosie van een Douglas DC-9 tijdens onderhoud in Montreal. Geen slachtoffers.
- 2 juni 1983: Vlucht AC797 (een Douglas DC-9) vatte vlam na een noodlanding nabij Covington in de Amerikaanse deelstaat Kentucky. 23 van de 46 inzittenden kwamen hierbij om het leven. Zie ook Air Canada-vlucht 797
- 23 juli 1983: Vlucht AC143 (een Boeing 767) werd gedwongen een noodlanding te maken middels een glijvlucht te Gimli in de provincie Manitoba nadat de brandstof was opgeraakt. Geen slachtoffers. Zie ook Air Canada-vlucht 143
- 16 december 1997: Vlucht AC646 stort neer tijdens een doorstart te Fredericton (New Brunswick). Geen slachtoffers. De vlucht werd uitgevoerd met een Bombardier CRJ-100.
- 13 januari 2011: Vlucht AC878 (uitgevoerd met een Boeing 767) maakte onderweg van Toronto naar Zürich een duikvlucht van 120 meter. De piloot zag de planeet Venus aan voor een vliegtuig dat frontaal op hem af kwam. Zestien passagiers raakten hierbij lichtgewond.[4]
- 30 december 2015: Vlucht AC088 (uitgevoerd met een Boeing 777) kreeg onderweg van Shanghai naar Toronto last van hevige turbulentie. De Boeing, opgestegen van Luchthaven Shanghai Pudong kreeg ter hoogte van Calgary heftige turbulentie. Die werd zo erg dat op de internationale luchthaven van Calgary een noodlanding gemaakt moest worden. Niemand raakte ernstig gewond.

## Vloot
De vloot van Air Canada (inclusief door partner uitgevoerde vloot) bestaat uit (januari 2024):

| Air Canada-vloot | Air Canada-vloot | Air Canada-vloot | Air Canada-vloot | Air Canada-vloot | Air Canada-vloot | Air Canada-vloot | Air Canada-vloot                          |
| Type             | Totaal           | Orders           | Passagiers       | Passagiers       | Passagiers       | Passagiers       | Opmerkingen                               |
| Type             | Totaal           | Orders           | Business Class   | Economy Comfort  | Economy          | Totaal           | Opmerkingen                               |
| ---------------- | ---------------- | ---------------- | ---------------- | ---------------- | ---------------- | ---------------- | ----------------------------------------- |
| Airbus A220-300  | 33               | 27               | 12               | —                | 125              | 137              | Leveringen tot 2026. Order met 15 opties. |
| Airbus A319-100  | 3                | —                | 14               | —                | 106              | 120              |                                           |
| Airbus A319-100  | 2                | —                | 12               | —                | 124              | 136              | Toestellen komen van Air Canada Rouge .   |
| Airbus A320-200  | 12               | 6                | 14               | —                | 132              | 146              | 8 toestellen worden verbouwd.             |
| Airbus A321-200  | 15               | —                | 16               | —                | 174              | 190              | Alle toestellen krijgen 196 stoelen.      |
| Airbus A321-200  | 1                | —                | 16               | —                | 180              | 196              | Alle toestellen krijgen 196 stoelen.      |
| Airbus A321XLR   | —                | 25               | 14               | —                | 168              | 182              | Leveringen 2025-2028.                     |
| Airbus A330-300  | 16               | —                | 32               | 24               | 241              | 297              |                                           |
| Airbus A330-300  | 2                | —                | —                | 30               | 255              | 285              |                                           |
| Boeing 737 MAX 8 | 40               | —                | 16               | —                | 153              | 169              |                                           |
| Boeing 777-200ER | 6                | —                | 40               | 24               | 236              | 300              |                                           |
| Boeing 777-300ER | 12               | —                | 40               | 24               | 336              | 400              |                                           |
| Boeing 777-300ER | 7                | —                | 28               | 24               | 398              | 450              |                                           |
| Boeing 787-8     | 8                | —                | 20               | 21               | 214              | 255              |                                           |
| Boeing 787-9     | 30               | 2                | 30               | 21               | 247              | 298              | Leveringen tot 2024.                      |
| Boeing 787-10    | —                | 18               | TBA              | TBA              | TBA              | TBA              | Leveringen beginnen eind 2025.            |
| Heart ES-30      | —                | 30               | —                | —                | —                | 30               | Leveringen starten begin 2028.            |
| Totaal           | 187              | 108              |                  |                  |                  |                  |                                           |

## Dochterondernemingen van Air Canada
In 2001 integreerde Air Canada de maatschappijen AirBC, Air Nova, Air Ontario en Canadian Regional in de nieuwe maatschappij Air Canada Jazz als regionale tak van Air Canada.
Eveneens werd in 2001 Air Canada Tango opgezet, een lagekostenmaatschappij die vliegt tussen de grote steden in Canada zoals Toronto, Vancouver, Montreal en naar populaire vakantiebestemmingen, bijvoorbeeld Fort Lauderdale. De Tango-vliegtuigen waren hetzelfde uitgevoerd als alle toestellen van Air Canada, maar de hoofdkleur was paars in plaats van zilver. De maatschappij werd opgedoekt in 2004.
In verband met concurrentie van WestJet richtte de maatschappij in 2002 de lagekostenluchtvaartmaatschappij Zip op. Deze maatschappij opereerde als een zelfstandig bedrijf met een eigen management. Deze maatschappij werd eveneens in 2004 opgeheven.
Air Canada Jetz (opgericht in 2002) is een chartermaatschappij voor bedrijven en sportteams. De maatschappij bestaat nog steeds.